# Nokia Networks
Nokia Networks — финская компания, один из крупнейших производителей и поставщиков телекоммуникационного оборудования для операторов фиксированной и мобильной связи в мире. Штаб-квартира — в городе Эспо (Финляндия).

## История
Компания была основана в результате слияния департамента Com (за исключением подразделения корпоративной связи и подразделения беспроводных модулей) концерна Siemens AG и Nokia's Network Business Group. Новость об объединении компании была озвучена в ходе проведения 3GSM World Congress в Барселоне в феврале 2007 года .
Однако в связи с коррупционным скандалом вокруг бывшего департамента Siemens Communication начало операционной деятельности предприятия пришлось отложить до 1 апреля 2007 года. Штаб-квартиры компании расположены в городах Эспо (район Большого Хельсинки) и в Мюнхене (включая три из пяти подразделения объединенной корпорации). Подразделение по обслуживанию заказчиков располагается в Индии. Объединенная компания осуществляет операционную деятельность в 150 странах мира..
7 сентября 2011 года в Воронеже открылся Глобальный центр эксплуатации сетей компании, который стал пятым в мире и первым в России.
7 августа 2013 года Nokia объявила о том, что полностью выкупила долю Siemens в совместной компании, и что Nokia Siemens Networks переименована в Nokia Solutions and Networks

Логотип компании до переименования 2013 года

### Слияния и поглощения
В январе 2008 года компания Nokia Siemens Networks приобрела компанию Atrica, специализирующейся на построении опорных IP сетей передачи данных. Детали сделки не оглашались, однако сумма сделки по приблизительным подсчетам составила порядка 100 миллионов американских долларов.
В феврале 2008 года Nokia Siemens Networks приобрела британского производителя программного обеспечения для сотовых операторов Apertio за 140 миллионов евро. При приобретении актива портфель компании пополнился крупнейшими операторами сотовой связи Orange, T-Mobile, O2 и Vodafone.
В июне 2009 года компания Nokia Siemens Networks хотела приобрести компанию Nortel (подразделения компании, занимающиеся разработкой CDMA & LTE), предложив 650 млн $, однако, в результате упорных торгов, подразделение досталось компании Ericsson, которая выплатила 1,13 млрд $.
В июле 2010 года Nokia Siemens Networks достигла соглашения с американской корпорацией Motorola о приобретении части подразделения Motorola Solutions, связанного с беспроводным сетевым оборудованием за $1,2 млрд.
В июле 2013 года появилась новость о том, что Nokia договорилась о выкупе у немецкой Siemens 50%-ной доли в их совместном предприятии Nokia Siemens Networks. Сумма сделки составит 1,7 млрд евро ($2,2 млрд)
В апреле 2015 Nokia объявила о покупке конкурента Alcatel-Lucent за 16,6 млрд долларов. Оплата будет произведена путём обмена акциями.

## Собственники и руководство
100% Nokia Networks принадлежит (на июль 2015 года) финской компании Nokia.
CEO (генеральный директор) компании — Раджив Сури (Rajeev Suri), председатель совета директоров — Ристо Сииласмаа (Risto Siilasmaa).

## Деятельность
На компанию Nokia Solutions and Networks работают порядка 60 тысяч человек в 150 странах мира (в августе 2013 года было объявлено о сокращении порядка 20 тыс. из них). Основные производственные мощности компании расположены в Китае, Финляндии, Германии и Индии. Порядка одного миллиарда человек используют услуги телекоммуникационных сетей, построенных на аппаратных средствах компании. Клиентами компании Nokia Solutions and Networks являются порядка 1400 заказчиков в 150 странах мира (включая порядка 600 операторов сетей фиксированной и сотовой связи).
В марте 2012 года на территории Финляндии компания уволила около 600 работников, а в сентябре того же года предложила отступные пакеты для 400 работников из 6 250 человек, работающих в Эспоо, Оулу и Тампере, которые добровольно пожелают уволиться.
Доходы компании в I квартале 2008 года составили 3,4 млрд евро, что на 26 % меньше результатов IV-го квартала 2007 года.

## Структура компании
Направления деятельности:
- Radio Access (сети радиодоступа);
- Service Core & Applications (опорные сети и приложения);
- Operations Support Systems (системы поддержки эксплуатации сети, обеспечивающих полный спектр продуктов и приложений для фиксированных, мобильных и конвергентных сетей связи);
- Services (техническая поддержка и обслуживание).

Совет директоров:
- Председатель: Ристо Сииласмаа
- Заместитель председателя: Юко Карминен
- Вивек Бадринат
- Брюс Браун
- Элизабет Доэрти
- Саймон Ченг
- Элизабет Нельсон
- Кари Стадиг

Исполнительный совет директоров:
- Генеральный директор (CEO): Раджив Сури
- Директор по Маркетингу и корпоративным коммуникациям (CMO): Барри Френч
- Финансовый директор (CFO) и Операционный директор: Самих Элхаге;
- Бизнес директор (CBO): Ашиш Шаудари
- Глава Технологического офиса (CTO): Хоссейн Мойин
- Глава направления ШПД: Марк Руанн
- Глава направления Глобальных Сервисов: Игорь Лепринс
- Директор по Качеству: Дипти Арора
- Директор по Корпоративной стратегии: Катрин Бювач
- HR: Ханс-Юрген Билл
- Советник: Мария Варселлона
- Глава региона Северная Америка: Рики Коркер